# Kassina senegalensis
Kassina senegalensis là một loài ếch thuộc họ Hyperoliidae.
Loài này có ở Angola, Botswana, Burkina Faso, Cameroon, Cộng hòa Trung Phi, Chad, Cộng hòa Dân chủ Congo, Bờ Biển Ngà, Ethiopia, Gambia, Ghana, Guinea, Kenya, Lesotho, Malawi, Mali, Mozambique, Namibia, Niger, Nigeria, Rwanda, Senegal, Sierra Leone, Somalia, Nam Phi, Sudan, Swaziland, Tanzania, Uganda, Zambia, Zimbabwe, có thể cả Bénin, có thể cả Burundi, có thể cả Cộng hòa Congo, có thể cả Eritrea, có thể cả Guinea-Bissau, có thể cả Mauritanie, và có thể cả Togo.
Môi trường sống tự nhiên của chúng là rừng ẩm vùng đất thấp nhiệt đới hoặc cận nhiệt đới, xavan khô, xavan ẩm, vùng cây bụi khô khu vực nhiệt đới hoặc cận nhiệt đới, vùng cây bụi ẩm khu vực nhiệt đới hoặc cận nhiệt đới, đồng cỏ nhiệt đới hoặc cận nhiệt đới vùng đất cao, đầm nước, đầm nước ngọt, đầm nước ngọt có nước theo mùa, vùng đồng cỏ, vườn nông thôn, rừng trước đây suy thoái nghiêm trọng, ao, và kênh đào và mương rãnh.